# Procatopus
 Procatopus  és un gènere de peixos de la família dels pecílids i de l'ordre dels ciprinodontiformes.

## Taxonomia
- Procatopus aberrans (Ahl, 1927)
- Procatopus kabae (Daget, 1962)
- Procatopus lamberti (Daget, 1962)
- Procatopus nimbaensis (Daget, 1948)
- Procatopus nototaenia (Boulenger, 1904)
- Procatopus schioetzi (Scheel, 1968)
- Procatopus similis (Ahl, 1927)
- Procatopus websteri (Huber, 2007)[1][2][3][4][5]